# L'ull de l'agulla (Star Trek: Voyager)
"L'ull de l'agulla" (títol original en anglès "Eye of the Needle") és el setè episodi de la primera temporada de la sèrie de televisió de ciència-ficció estatunidenca Star Trek: Voyager. Fou dirigit per Winrich Kolbe en base a un guió escrit per Bill Dial i Jeri Taylor, basat en una història de Hilary Bader. Aquest episodi es va emetre a UPN el 20 de febrer de 1995.
Ambientada al segle XXIV, la sèrie segueix les peripècies de la nau estel·lar de la Federació Unida de Planetes USS Voyager per tornar a casa des del Quadrant Delta amb una tripulació mixta de membres de la Federació i Maquis. En aquest episodi, la Voyager descobreix i explora la naturalesa d’un  forat de cuc.

## Argument
La Voyager detecta els signes d'un forat de cuc i canvia de rumb per investigar, amb l'esperança que pugui s'utilitzaria per escurçar el viatge de la «Voyager» a la Terra. Per a decepció de la tripulació, és un microforat de cuc en descomposició, l'obertura del qual només té uns 30 cms de diàmetre. No obstant això, la capitana Janeway sospita que es podria utilitzar per transmetre un missatge al Quadrant Alfa i llança una microsonda al forat de cuc per determinar per on surt.
La sonda es queda encallada en remolins gravitacionals i no pot passar més enllà. Mentrestant, una nau a l'altre extrem del forat de cuc està investigant i fent escanejos de la sonda. La tripulació de la «Voyager» detecta els escanejos i estableix contacte, utilitzant la sonda com a relé de comunicacions. La nau s'identifica com una nau romulana al Quadrant Alfa. Janeway demana al capità romulà, Telek R'Mor, que transmeti missatges de la tripulació a les seves famílies i a la Flota Estel·lar. Al principi es nega, però cedeix després que Janeway pregunti per la seva pròpia família, que és lluny a Romulus.
Al cap de poc temps, l'enginyera en cap Torres suggereix a Janeway que la sonda es podria utilitzar com a relé no sols per a les comunicacions, sinó també per transportar la tripulació directament de tornada al Quadrant Alfa. Es realitzen proves i totes resulten satisfactòries. El capità romulà s'ofereix voluntari per transportar-se a la "Voyager" per confirmar la seguretat del transport d'una forma de vida i organitzarà una nau de suport per trobar-se i allotjar la tripulació de la "Voyager". Aleshores és transportat amb èxit a la "Voyager".
Aleshores es descobreix que R'Mor és de fa 20 anys: el microforat de cuc transita per l'espai i el temps. La tripulació no es pot transportar de tornada al Quadrant Alfa per por d'alterar la història, i de la mateixa manera, els romulans no poden intentar evitar el destí de la "Voyager" abans que passi sense alterar també els esdeveniments. En comptes d'això, decideixen que R'Mor lliurarà els missatges en 20 anys, després que la "Voyager" hagi abandonat el Quadrant Alfa, preservant així la línia temporal.
Després que R'Mor sigui teletransportat de tornada a la seva nau, el cap de seguretat Tuvok revela que, després d'investigar els bancs de dades de l'ordinador, ha descobert que R'Mor va morir quatre anys abans que la "Voyager" deixés el Quadrant Alfa. La tripulació espera que R'Mor hagi organitzat que algú altre els lliuri després de la seva mort, però no tenen manera de saber-ho amb certesa.

## Actors convidats
- Vaughn Armstrong - Telek
- Tom Virtue - Baxter

## Recepció
Els crítics Lance Parkin i Mark Jones van gaudir de l'episodi, lloant-ne el suspens, els girs i la seva representació de la frustració de la tripulació pel seu destí.
Dels 16 episodis de la primera temporada de Star Trek: Voyager emesos a principis de 1995, "L'ull de l'agulla" va empatar amb "El Guardià" com l'episodi amb la qualificació més alta a TV.com a partir del 2018. Tots dos episodis van tenir una qualificació de 8,7, superant el següent més proper, que era "Fluctuacions", que tenia una qualificació de 8,5 el 2018.
El 2015, Den of Geek va suggerir "L'ull de l'agulla" per a una guia de marató de sèries centrada en episodis de Star Trek: Voyager que presentaven viatges en el temps.
El 2016, Vox el va classificar com un dels 25 episodis essencials de tot Star Trek.
El 2017, Den of Geek va classificar l'actor Vaughn Armstrong com el personatge romulà Telek R'Mor, com la cinquena millor estrella convidada de Star Trek: Voyager.
El 2019, Screen Rant va classificar el personatge introduït en aquest episodi, Telek R'mor, com un dels 10 romulans més importants de la franquícia Star Trek.
El 2019, Higgy Pop va destacar aquest episodi com una de les històries de viatges en el temps de la franquícia Star Trek.
El 2020, SyFy Wire va classificar "L'ull de l'agulla" com el 14è millor episodi de Star Trek: Voyager; Assenyalen que la tripulació aconsegueix contactar amb una nau al Quadrant Alfa, però hi ha un gir argumental. També el 2020, Gizmodo va llistar aquest episodi com un dels episodis "imprescindibles" de la primera temporada de la sèrie.
El 2020, The Digital Fix va dir que aquest era el millor episodi de la primera temporada i va elogiar l'actuació de Vaughn Armstrong. Van sentir que l'episodi connectava el públic amb sentiments de pèrdua que sentia la tripulació per estar perduda a l'espai.
El 2020, io9 va llistar aquest com un dels set episodis "imprescindibles" de la primera temporada de Star Trek: Voyager.
El 2020, Tor.com va donar a l'episodi un 9 sobre 10 i va elogiar l'estrella convidada Vaughn Armstrong, que va dir que va oferir un "personatge arrodonit, complex i fascinant", així com les escenes de Kate Mulgrew i Roxann Dawson.